# Copa da UEFA de 1990–91
A Copa da UEFA de 1990–91 foi a vigésima edição da Copa da UEFA, vencida pelo Internazionale Milano da Itália em vitória sobre Roma por 2-1. A maior goleada da competição foi registada quando o Sporting CP venceu o Timişoara por 7-0.

## Primeira fase
| Equipe 1            | Total | Equipe 2           | 1.º jogo | 2.º jogo |
| ------------------- | ----- | ------------------ | -------- | -------- |
| Hibernians          | 0–5   | Partizan           | 0–3      | 0–2      |
| Glenavon            | 0–2   | Bordeaux           | 0–0      | 0–2      |
| Avenir              | 2–6   | Senica             | 2–1      | 0–5      |
| FH                  | 3–5   | Dundee United      | 1–3      | 2–2      |
| Borussia Dortmund   | 4–0   | Chemnitz           | 2–0      | 2–0      |
| Roda                | 2–6   | Mônaco             | 1–3      | 1–3      |
| Sporting            | 3–2   | Mechelen           | 1–0      | 2–2      |
| Timişoara           | 2–1   | Atlético de Madrid | 2–0      | 0–1      |
| Zagłębie            | 0–2   | Bologna            | 0–1      | 0–1      |
| Partizan            | 0–2   | Univ Craiova       | 0–1      | 0–1      |
| MTK                 | 2–3   | Luzern             | 1–1      | 1–2      |
| Torpedo Moskva      | 5–2   | GAIS               | 4–1      | 1–1      |
| Katowice            | 4–0   | TPS                | 3–0      | 1–0      |
| Dnipro              | 2–4   | Hearts             | 1–1      | 1–3      |
| Magdeburg           | 1–0   | Rovaniemi          | 0–0      | 1–0      |
| Chornomorets Odessa | 4–3   | Rosenborg          | 3–1      | 1–2      |
| Atalanta            | 1–1¹  | Dinamo Zagreb      | 0–0      | 1–1      |
| Bayer Leverkusen    | 2–1   | Twente             | 1–0      | 1–1      |
| Iraklis             | 0–2   | Valencia           | 0–0      | 0–2      |
| Brøndby             | 6–4   | Eintracht          | 5–0      | 1–4      |
| Norrköping          | 1–3   | Köln               | 0–0      | 1–3      |
| Vejle BK            | 0–4   | Admira             | 0–1      | 0–3      |
| Slavia Sofia        | 4–5   | Omonia             | 2–1      | 2–4      |
| Fenerbahçe          | 6–2   | Vitória SC         | 3–0      | 3–2      |
| Rapid Wien          | 3–4   | Internazionale     | 2–1      | 1–3      |
| Lausanne            | 3–3²  | Real Sociedad      | 3–2      | 0–1      |
| Anderlecht          | 4–0   | Petrolul           | 2–0      | 2–0      |
| Derry               | 0–1   | Vitesse            | 0–1      | 0–0      |
| Aston Villa         | 5–2   | Baník              | 3–1      | 2–1      |
| Roma                | 2–0   | Benfica            | 1–0      | 1–0      |
| Sevilla             | 4–33  | PAOK               | 0–0      | 0–0      |
| Antwerp             | 1–3   | Ferencváros        | 0–0      | 1–3      |

¹ Atalanta venceu com gol marcado fora de casa.
² Real Sociedad venceu com gol marcado fora de casa.
3 Sevilla venceu por 4-3 nos penaltes.

## Segunda Fase
| Equipe 1            | Total | Equipe 2          | 1.º jogo | 2.º jogo |
| ------------------- | ----- | ----------------- | -------- | -------- |
| Magdeburg           | 0–2   | Bordeaux          | 0–1      | 0–1      |
| Univ Craiova        | 0–4   | Borussia Dortmund | 0–3      | 0–1      |
| Chornomorets Odessa | 0–1   | Mônaco            | 0–0      | 0–1      |
| Torpedo Moskva      | 4–3   | Sevilla           | 3–1      | 1–2      |
| Katowice            | 1–6   | Bayer Leverkusen  | 1–2      | 0–4      |
| Omonia              | 1–4   | Anderlecht        | 1–1      | 0–3      |
| Brøndby             | 4–0   | Ferencváros       | 3–0      | 1–0      |
| Real Sociedad       | 1–1¹  | Partizan          | 1–0      | 0–1      |
| Luzern              | 0–2   | Admira            | 0–1      | 1–1      |
| Fenerbahçe          | 1–5   | Atalanta          | 0–1      | 1–4      |
| Köln                | 2–1   | Senica            | 0–1      | 2–0      |
| Hearts              | 3–4   | Bologna           | 3–1      | 0–3      |
| Vitesse             | 5-0   | Dundee United     | 1–0      | 4–0      |
| Valencia            | 2–3   | Roma              | 1–1      | 1–2      |
| Aston Villa         | 2-3   | Internazionale    | 2–0      | 0-3      |
| Sporting            | 7–2   | Timişoara         | 7–0      | 0–2      |

¹ Partizan venceu por 4-3 nos penalties.

## Terceira Fase
| Equipe 1       | Total | Equipe 2          | 1.º jogo | 2.º jogo |
| -------------- | ----- | ----------------- | -------- | -------- |
| Torpedo Moskva | 4–2   | Mônaco            | 2–1      | 2–1      |
| Brøndby        | 3–0   | Bayer Leverkusen  | 3–0      | 0–0      |
| Admira         | 3–3¹  | Bologna           | 3–0      | 0–3      |
| Anderlecht     | 2–2²  | Borussia Dortmund | 1–0      | 1–2      |
| Köln           | 1–2   | Atalanta          | 1–1      | 0–1      |
| Internazionale | 4–1   | Partizan          | 3–0      | 1–1      |
| Roma           | 7–0   | Bordeaux          | 5–0      | 2–0      |
| Vitesse        | 1–4   | Sporting          | 0–2      | 1–2      |

¹ Bologna venceu por 6-5 nos penalties.
² Anderlecht venceu com gol marcado fora de casa.

## Fases Finais

### Mata-Mata
|  | Quartas de final | Quartas de final | Quartas de final | Quartas de final | Quartas de final |   |           | Semifinal | Semifinal | Semifinal | Semifinal | Semifinal |  |  | Final  | Final          | Final | Final | Final |
|  |                  |                  |                  |                  |                  |   |           |           |           |           |           |           |  |  |        |                |       |       |       |
|  | Itália           | Bologna          | 1                | 0                | 1                |   |           |           |           |           |           |           |  |  |        |                |       |       |       |
|  | Portugal         | Sporting         | 1                | 2                | 3                |   |           |           |           |           |           |           |  |  |        |                |       |       |       |
|  | Portugal         | Sporting         | 1                | 2                | 3                |   | Portugal  | Sporting  | 0         | 0         | 0         |           |  |  |        |                |       |       |       |
|  |                  |                  |                  |                  |                  |   | Portugal  | Sporting  | 0         | 0         | 0         |           |  |  |        |                |       |       |       |
|  |                  | Itália           | Internazionale   | 0                | 2                | 2 |           |           |           |           |           |           |  |  |        |                |       |       |       |
|  | Itália           | Itália           | Internazionale   | 0                | 2                | 2 | Atalanta  | 0         | 0         | 0         |           |           |  |  |        |                |       |       |       |
|  | Itália           |                  |                  |                  |                  |   | Atalanta  | 0         | 0         | 0         |           |           |  |  |        |                |       |       |       |
|  | Itália           | Internazionale   | 0                | 2                | 2                |   |           |           |           |           |           |           |  |  |        |                |       |       |       |
|  |                  |                  |                  |                  |                  |   |           |           |           |           |           |           |  |  | Itália | Internazionale | 2     | 0     | 2     |
|  |                  |                  | Itália           | Roma             | 0                | 1 | 1         |           |           |           |           |           |  |  |        |                |       |       |       |
|  | Dinamarca        | Brøndby¹         | 1                | 0                | 1                |   |           |           |           |           |           |           |  |  |        |                |       |       |       |
|  | Rússia           | Torpedo Moskva   | 0                | 1                | 1                |   |           |           |           |           |           |           |  |  |        |                |       |       |       |
|  | Rússia           | Torpedo Moskva   | 0                | 1                | 1                |   | Dinamarca | Brøndby   | 0         | 1         | 1         |           |  |  |        |                |       |       |       |
|  |                  |                  |                  |                  |                  |   | Dinamarca | Brøndby   | 0         | 1         | 1         |           |  |  |        |                |       |       |       |
|  |                  | Itália           | Roma             | 0                | 2                | 2 |           |           |           |           |           |           |  |  |        |                |       |       |       |
|  | Itália           | Itália           | Roma             | 0                | 2                | 2 | Roma      | 3         | 3         | 6         |           |           |  |  |        |                |       |       |       |
|  | Itália           |                  |                  |                  |                  |   | Roma      | 3         | 3         | 6         |           |           |  |  |        |                |       |       |       |
|  | Bélgica          | Anderlecht       | 0                | 2                | 2                |   |           |           |           |           |           |           |  |  |        |                |       |       |       |

¹ Brøndby venceu por 4-2 nos penalties.

### Quartas-de-final
| Equipe 1 | Total  | Equipe 2       | 1.º jogo | 2.º jogo |
| -------- | ------ | -------------- | -------- | -------- |
| Roma     | 6–2    | Anderlecht     | 3–0      | 3–2      |
| Atalanta | 0–2    | Internazionale | 0–0      | 0–2      |
| Bologna  | 1–3    | Sporting       | 1–1      | 0–2      |
| Brøndby  | (p)1-1 | Torpedo Moscou | 1–0      | 0–1      |

### Semifinais
| Equipe 1 | Total | Equipe 2       | 1.º jogo | 2.º jogo |
| -------- | ----- | -------------- | -------- | -------- |
| Brøndby  | 1–2   | Roma           | 0–0      | 1–2      |
| Sporting | 0–2   | Internazionale | 0–0      | 0–2      |

### Final

#### Jogo de ida
| 8 de Maio de 1991 | Internazionale           | 2 – 0     | Roma | Estádio Giuseppe Meazza, Milão          |
|                   | Matthäus 55' · Berti 67' | Relatório |      | Público: 68 887 Árbitro: Aleksei Spirin |

#### Jogo de volta
| 22 de Maio de 1991 | Roma           | 1 – 0     | Internazionale | Estádio Olímpico de Roma, Roma        |
|                    | Rizzitelli 81' | Relatório |                | Público: 70 901 Árbitro: Joël Quiniou |

## Premiação
| Copa da UEFA de 1990-91    |
| Itália                     |
| -------------------------- |
| Internazionale (1º título) |

## Estatísticas

### Artilharia
| Pos. | Jogador          | Equipe         | Gols | Tempo Jogado |
| ---- | ---------------- | -------------- | ---- | ------------ |
| 1    | Rudi Völler      | Roma           | 10   | 1078'        |
| 2    | Yuri Tishkov     | Torpedo Moscou | 6    | 426'         |
| 2    | Jorge Cadete     | Sporting       | 6    | 898'         |
| 2    | Lothar Matthäus  | Internazionale | 6    | 1122'        |
| 5    | Fernando Gomes   | Sporting       | 5    | 868'         |
| 5    | Bent Christensen | Brøndby        | 5    | 930'         |
| 7    | Nicola Berti     | Internazionale | 4    | 1010'        |